# Wilhelm Bierofka

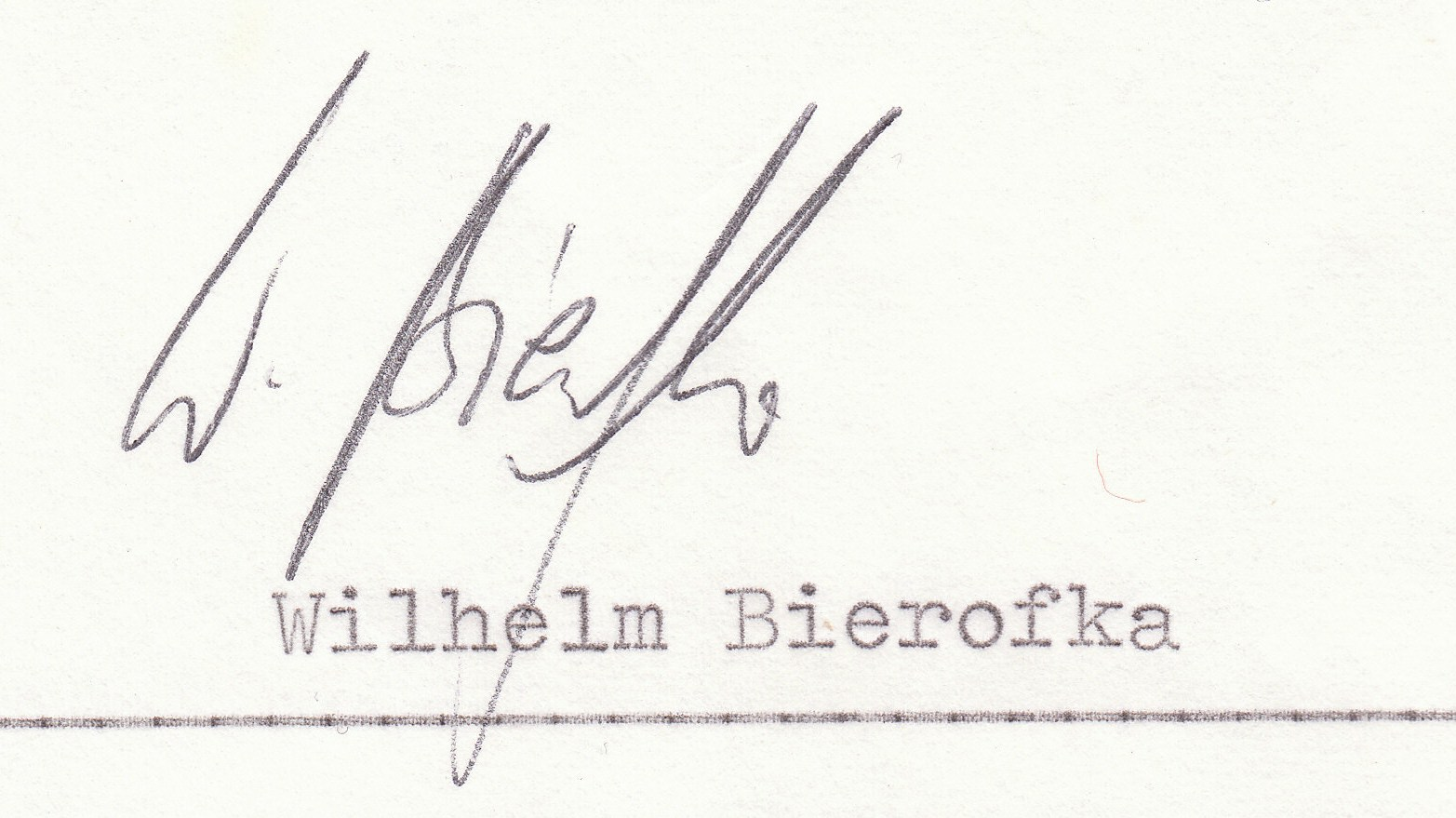
Autogramm von Wilhelm Bierofka aus der Saison 1978/79

Wilhelm Bierofka (* 21. Januar 1953 in München), meistens Willi genannt, ist ein ehemaliger deutscher Fußballspieler und -trainer, der seine erfolgreichste Zeit beim TSV 1860 München verbrachte. Auch sein Sohn Daniel war Profifußballspieler und ebenfalls bei 1860 München unter Vertrag. Sowohl Vater als auch Sohn waren häufig die einzigen gebürtigen Münchner im Aufgebot der Münchner Löwen.

## Laufbahn
Mit dem aktiven Fußballsport begann Willi Bierofka im Alter von sieben Jahren bei der SpVgg Feldmoching. Auf Anraten seines Trainers Jakob Drescher, der nur wenige Jahre vorher als Außenläufer beim FC Bayern München tätig war, wechselte Bierofka 1969 in die Jugendmannschaft des FC Bayern. Nach seiner Jugendzeit wechselte er (1970 oder 1971) in die Männermannschaft des SC Fürstenfeldbruck, wo er in der Bayernliga als Linksaußen überzeugte. Die Aufmerksamkeit der Münchner Löwen erregte er endgültig durch seine zwei Berufungen in die deutsche Fußballnationalmannschaft der Amateure in der Saison 1972/73. Am 6. Dezember 1972 debütierte er in dieser Auswahl im ersten Amateurländerspiel nach den Olympischen Sommerspielen 1972 in München und am 28. Februar 1973 folgte sein zweiter Einsatz.
1860 verpflichteten ihn für die Saison 1973/74. Dort konnte er sich allerdings erst einen Stammplatz sichern, nachdem Max Merkel ihn in der 2. Fußball-Bundesliga zum Außenverteidiger umfunktioniert hatte. In der Saison 1976/77 hatte er maßgeblichen Anteil am Aufstieg der Sechziger in die Fußball-Bundesliga. Er gehörte dem Team unter Trainer Heinz Lucas an, das die Vizemeisterschaft erringen konnte und somit gegen den Nord-Vize den dritten Aufsteiger ermitteln konnte. Es gelang ihm im zweiten und dritten Aufstiegsspiel gegen Arminia Bielefeld, einen der Motoren des Bielefelder Spiels, Ewald Lienen, nahezu vollständig auszuschalten.
In dem Spieljahr 1977/78 in der Fußball-Bundesliga bildete er zumeist mit Bernhard Hartmann, Herbert Scheller, Ahmet Glavović und Alfred Kohlhäufl die „Löwen“-Defensive. Er kam zu 27 Einsätzen und erzielte ein Tor. Seine Leistung wurde durch die Berufung in die B-Nationalmannschaft für das Länderspiel am 21. Februar 1978 in Augsburg gegen England bestätigt, wo er mit Dieter Burdenski, Gerd Zewe und Michael Lameck bei der 1:2-Niederlage in der Defensive im Einsatz war.
Bierofkas aktive Spielerkarriere wurde häufig durch Verletzungen und Krankheiten unterbrochen. Sein Verletzungspech zwang den gelernten Bankkaufmann außerdem bereits im Alter von nur 26 Jahren, seine Fußballschuhe an den berühmten Nagel zu hängen. Nach sechs Jahren in Diensten des TSV 1860 München musste er seine aktive Karriere zum Saisonende 1978/79 – er konnte nur noch zwei Rundenspiele in der 2. Fußball-Bundesliga absolvieren, worin er insgesamt 84 Spiele mit fünf Toren zu verzeichnen hat – als Sportinvalide beenden. Anschließend kehrte er noch einmal zum TSV 1860 München zurück, als er zur Saison 1988/1989 deren Mannschaft in der damals drittklassigen Bayernliga übernahm. Dieses Engagement wurde jedoch Mitte der darauf folgenden Saison wieder beendet.